# Гешке, Ганс-Ульрих
Ганс-Ульрих Гешке (нем. Hans-Ulrich Geschke; 16 мая 1907, Франкфурт-на-Одере, Германская империя — дата смерти неизвестна) — немецкий юрист, оберфюрер СС, начальник гестапо в Праге, командир полиции безопасности и СД в Венгрии.

## Биография
Ганс Ульрих Гешке родился 16 мая 1907 года. После окончания школы в 1925 году изучал право в университетах Тюбингена, Берлина и Гёттингена. В декабре 1929 года сдал первый государственный экзамен. В июле 1931 году получил докторскую степень по праву в университете Тюбингена, защитив диссертацию на тему Ответственность третьих лиц за нарушение договора или неразрешенное действие в отношении посредника, вызванное ущербом доверителя. 1 февраля 1932 года вступил в НСДАП (билет № 945891). В декабре 1933 года сдал второй государственный экзамен. С 7 февраля 1935 года Гешке руководил отделением гестапо в Киле, а с 1 июля 1938 года в Саарбрюккене.
После оккупации Чехословакии в августе 1939 года Гешке стал руководителем гестапо в Праге. В 1941 году был повышен до старшего правительственного советника. После нападения на рейхспротектора Богемии и Моравии Рейнхарда Гейдриха Гешке координировал розыск людей, совершивших это покушение. В сентябре 1942 года оставил пост. Осенью 1942 года стал инспектором полиции безопасности и СД в Позене. 17 декабря 1942 года был назначен на ту же должность в Дрездене. 19 марта 1944 года после оккупации немецкими войсками территории Венгрии Гешке был назначен на должность командира полиции безопасности и СД в самой Венгрии под непосредственным руководством обергруппенфюрера СС Отто Винкельмана. На данном посту также был причастен к военным преступлениям.

### После войны
После войны Гешке исчез. В 1959 году прокуратура во Франкфурте-на-Майне признала его пропавшим без вести. Есть предположение, что он погиб во время Будапештской операции.